# 김영권
김영권(金英權, 1990년 2월 27일 ~ )은 대한민국의 축구 선수로, 포지션은 센터백이다. 현재 K리그1 울산 HD 소속이다. 2012년 하계 올림픽 동메달리스트이다.

## 어린 시절
전주 해성중학교 시절 아버지 김성태가 운영하던 사업이 실패하면서 축구를 관둘 뻔했으나 홀로 전주에 남아 생활할 정도로 축구에 대한 애착이 남달랐다.
더 악화된 가정형편 속에서도 축구화를 사기 위해 공사장에서 막노동을 하는 등 힘든 생활을 버틴 끝에 결국 축구를 계속하게 됐고 아버지 역시 그런 김영권을 보면서 다시 힘을 냈다.
그리고 김영권은 남들의 쉬는 시간 중에도 가족을 생각하며 계속 연습에 연습을 거듭했고 이러한 노력 덕분에 왼발잡이인데도 불구하고 양발을 쓸 수 있게 되었다.

## 구단 경력
2009년 U-20 월드컵 이후 많은 J리그 팀들의 관심을 받았고 2010년 FC 도쿄에 입단하였다. 이후 3월 20일 세레소 오사카와의 리그 홈경기(0-0)에서 데뷔했고 6월 6일 프리킥으로 데뷔 골을 터뜨렸다. 2011년 마토 네레틀랴크의 대체자를 찾던 오미야 아르디자의 눈에 띄어 오미야로 이적하여 2시즌간 활약하였다가 2012년 7월 2일 중국 슈퍼리그 명문 구단인 광저우 헝다로 이적하여 91경기에서 3골을 기록하며 2012 시즌부터 2017 시즌까지 팀의 리그 6연패에 기여했고 뿐만 아니라 중국 FA컵 2회 우승과 1회 준우승, 중국 FA 슈퍼컵 3회 우승과 1회 준우승에도 일조했으며 AFC 챔피언스리그에서도 팀의 2번의 우승(2013년, 2015년)을 견인했다. 그리고 2019 시즌을 앞둔 시점에서 7년간의 중국 무대 생활을 마치고 감바 오사카로 이적하며 8년 만에 다시 일본 무대로 복귀했다.
2021년 12월 19일에 감바 오사카와 계약을 해지한 김영권은 울산 현대 이적을 통해 처음으로 K리그 무대를 밟았다.
그 후, 울산의 주전 수비수로 나서서 17년 만에 리그 우승을 이끌어냈고, 김태환과 함께 K리그 베스트 11 DF 부문에 선정되었다.
2023 시즌 전 중동 클럽들의 제안을 뿌리치고 울산의 K리그 2연패를 이끌어냈고, K리그 베스트 11 DF 부문에 선정과 동시에 K리그 MVP에 선정되었다.

## 국가대표팀 경력
2010년 8월 11일에 열린 나이지리아와의 친선 경기에서 국제 A매치 데뷔전을 치른 후 이듬해인 2011년 6월 3일에 열린 세르비아와의 친선 경기에서 A매치 데뷔골을 터뜨렸다.
그리고 이듬해 2012년 하계 올림픽을 앞두고 U-23 대표팀에 선발되어 대회 기간 동안 주전 센터백으로 활약하며 대한민국 축구 역사상 첫 올림픽 메달 획득에 기여한 뒤 2014년 FIFA 월드컵 본선에도 출전하여 홍정호와 함께 주전 센터백으로 모든 경기에 출전했지만 2014년 대회에서는 3경기 내내 좋은 수비력을 보이지 못하면서 결국 팀의 조별리그 탈락에 일조하고 말았다.
2014년 12월 22일 발표된 2015 AFC 아시안컵 최종 명단에 포함되어 주전 센터백으로 뛰면서 이라크와의 준결승전에서 대한민국의 아시안컵 통산 99번째 골을 기록하는 맹활약을 선보이며 대한민국의 27년만의 아시안컵 준우승에 공헌했고 2015년 7월 20일 발표된 EAFF 동아시안컵 최종 명단에도 포함되며 대한민국의 동아시안컵 통산 3번째 우승에 기여했다.
2018년 FIFA 월드컵에서도 최종 23인 명단에 포함되었고 2014년 대회 때와는 달리 스웨덴과의 1차전과 멕시코와의 2차전에 이어 디펜딩 챔피언 독일과의 최종전에서도 좋은 수비력을 보여준 것은 물론 월드컵 데뷔 첫 골까지 기록하면서 대한민국의 월드컵 통산 33번째 골의 주인공이 되었고 이러한 활약을 바탕으로 대한민국의 2-0 완승과 함께 크로아티아, 브라질, 이탈리아에 이어 독일을 월드컵 본선에서 2점차로 꺾은 4번째팀이자 최초의 아시아팀으로 만드는데 결정적인 역할을 해냈다.
그리고 2019년 AFC 아시안컵 본선에 출전했지만 8강에서 강호 카타르에 패하며 4회 연속 아시안컵 준결승 진출에 실패했으나 2019년 EAFF E-1 풋볼 챔피언십에서는 팀의 통산 5번째 우승이자 최초의 동아시안컵에서의 홈팀 우승에 일조했으며 2022년 FIFA 월드컵 본선에도 출전하여 UEFA 유로 2016 우승팀이자 UEFA 네이션스리그 초대 챔피언인 포르투갈과의 H조 조별리그 최종전에서 0-1로 지고 있던 27분경 극적인 동점골이자 대한민국의 월드컵 통산 37번째 득점을 터뜨리며 대한민국의 12년만의 월드컵 16강 진출의 물꼬를 틀었다.
이후 12월 6일 열린 FIFA 랭킹 1위 브라질과 16강전에서는 A매치 개인 통산 100번째 출전을 기록하며 대한민국 선수로는 15번째로 센추리클럽에 가입하는 영예를 안았으나 팀은 브라질의 높은 벽을 실감하면서 1-4로 패하며 월드컵 여정을 16강에서 마무리했다.

## 논란
2010년 11월 25일 이란 U-23 대표팀과의 2010년 아시안 게임의 동메달 결정전에서 상대팀 골키퍼인 메디 라마티의 비신사적인 행동에 대해 손가락 욕설을 하면서 논란이 불거졌다.
그리고 2017년 8월 31일 이란 A대표팀과의 2018년 FIFA 월드컵 아시아 지역 3차 예선 A조 9차전 홈 경기에 주장으로 선발 출전하였는데 이날 경기 이후 인터뷰에서 "훈련을 하면서 세부적인 전술들을 맞춘 게 있었는데 경기장 함성이 워낙 커서 소통 잘 되지 않아 연습한 걸 제대로 펼치지 못했다"고 말하며 책임을 관중들에게 전가하는 무책임한 행동을 보이며 논란이 일었다.

## 국가대표팀 득점
| # | 경기일     | 경기장소               | 상대팀         | 득점  | 결과  | 비고                                    |
| - | ---------- | ---------------------- | -------------- | ----- | ----- | --------------------------------------- |
| 1 | 2011/06/03 | 대한민국, 서울         | 세르비아       | 2 – 0 | 2 – 1 | 친선 경기                               |
| 2 | 2015/01/26 | 오스트레일리아, 시드니 | 이라크         | 2 – 0 | 2 – 0 | 2015년 AFC 아시안컵 준결승              |
| 3 | 2018/06/27 | 러시아, 카잔           | 독일           | 1 – 0 | 2 – 0 | 2018년 FIFA 월드컵                      |
| 4 | 2021/06/05 | 대한민국, 고양         | 투르크메니스탄 | 3 – 0 | 5 – 0 | 2022년 FIFA 월드컵 아시아 지역 2차 예선 |
| 5 | 2022/03/24 | 대한민국, 서울         | 이란           | 2 – 0 | 2 – 0 | 2022년 FIFA 월드컵 아시아 지역 3차 예선 |
| 6 | 2022/06/14 | 대한민국, 서울         | 이집트         | 2 – 0 | 4 – 1 | 친선 경기                               |
| 7 | 2022/12/02 | 카타르, 알라이얀       | 포르투갈       | 1 – 1 | 2 – 1 | 2022년 FIFA 월드컵                      |

## 가족
- 아내 박세진 (1991년~)
- 딸 김리아 (2015년~)
- 아들 김리현 (2017년~)
- 아들 김리재 (2020년~) (태명은 리꿍이)

## 수상 경력

### 클럽
광저우 FC
- 중국 슈퍼리그 : 우승 (2012, 2013, 2014, 2015, 2016, 2017)
- 중국 FA컵 : 우승 (2012, 2016), 준우승 (2013)
- 중국 FA 슈퍼컵 : 우승 (2016, 2017, 2018), 준우승 (2013)
- AFC 챔피언스리그 : 우승 (2013, 2015)

감바 오사카
- J리그1 : 준우승 (2020)
- J리그컵 : 준결승 (2019)
- 천황배 : 준우승 (2020)

울산 HD
- K리그1 : 우승 (2022, 2023, 2024)

### 국가대표팀
대한민국 U-20
- AFC U-20 아시안컵 : 준결승 (2008)

대한민국 U-23
- 아시안 게임 : 동메달 (2010)
- 하계 올림픽 : 동메달 (2012)

대한민국
- EAFF E-1 풋볼 챔피언십 : 우승 (2015, 2019)
- AFC 아시안컵 : 준우승 (2015)

### 개인
- 대한축구협회 올해의 선수상 : 2015
- EAFF 동아시안컵 최우수 수비수상 : 2015
- K리그 베스트 11 DF 부문 : 2022, 2023
- K리그1 MVP : 2023

## 예능
- MBC 《황금어장 라디오스타》 573회 (2018년 7월 11일)
- KBS2 《슈퍼맨이 돌아왔다》 (2020년 3월 15일, 2021년 1월 17일)
- KBS2 《세컨 하우스》 11회 (2023년 1월 19일)

## 같이 보기
- A매치 100경기 이상 출전한 축구 선수 명단